# Джумгалска котловина
Джумгалската котловина (на руски: Джумгальская котловина) е междупланинска котловина в Киргизстан, в северната част на Наринска област, във Вътрешен Тяншан. Простира се от запад-югозапад на изток-североизток, като на юг е ограничена от хребета Молдотау, а на север – от хребета Джумгалтау. Дължина около 70 km, ширина до 30 km, надморска височина от 1500 m в западната част до 2000 – 2500 m в източната част и по периферията. Отводнява се от река Джумгал (ляв приток на Кьокьомерен, десен приток на Нарин). Заета е от пустинни и степни ландшафти, покрити с пелин, терескен, ефедра, караган. Има добре развито пасищно овцевъдство. В нея са разположени около 15 села, най-голямо от които е районният център Чаек.

## Топографска карта
- К-43-А М 1:500000[2]
- К-43-В М 1:500000[3]